# アグネス・フォン・ハプスブルク (1322-1392)

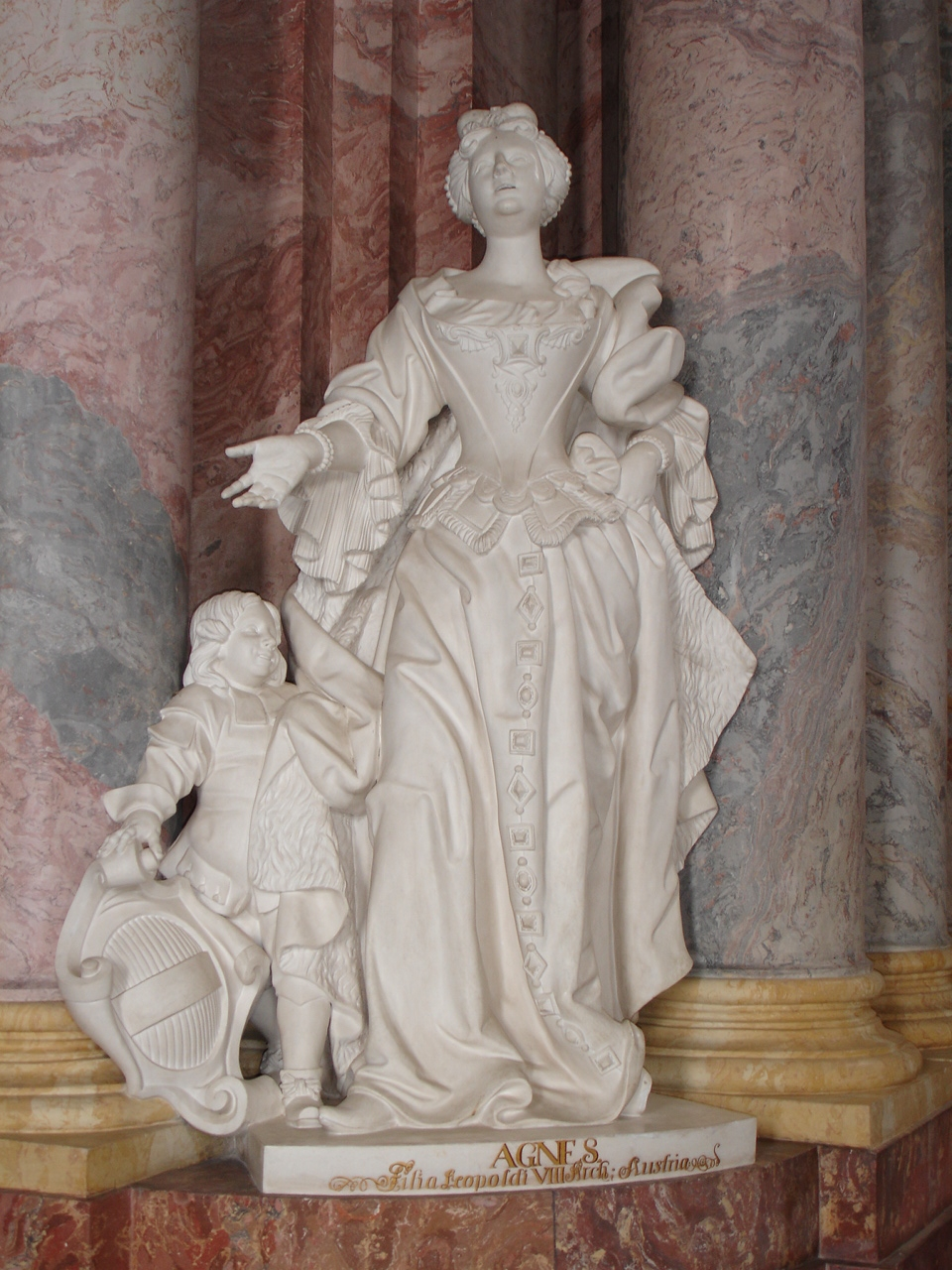
クシェシュフ修道院の礼拝堂にあるアグネス像

アグネス・フォン・ハプスブルク（ドイツ語：Agnes von Habsburg, 1322年 - 1392年2月2日）は、最後のシフィドニツァ＝ヤヴォル公妃。

## 生涯
アグネスはオーストリア公レオポルト1世とカタリーナ・ディ・サヴォイアの間の次女である。1338年に、レグニツァ系シロンスク・ピャスト家のシフィドニツァ公ボルコ2世マウィと結婚した。この結婚では子供が生まれなかったとみられるが、1男ボルコがいたものの、ボルクフ城の中庭で宮廷道化師のヤコブ・タウが誤ってボルコに石を投げたため9歳で死去したともいわれている。
1368年に夫ボルコ2世が死去し、シフィドニツァ＝ヤヴォル公国はボヘミア王位継承権を失ったが、アグネスは公国の生涯用益権を持っていた。アグネスは1392年にシフィドニツァで死去し、フランシスコ会教会に埋葬された。1735年から1747年にかけてクシェシュフ修道院長ベネディクト2世のもと建てられた礼拝堂に、ボヘミアの彫刻家Anton Dorazil作のアグネスの像が安置されている。